# Neoclytus
Neoclytus is een kevergeslacht uit de familie van de boktorren (Cerambycidae). De wetenschappelijke naam van het geslacht werd voor het eerst geldig gepubliceerd in 1860 door Thomson.

## Soorten
Neoclytus omvat de volgende soorten:
- Neoclytus acteon (Chevrolat, 1860)
- Neoclytus acuminatus (Fabricius, 1775)
- Neoclytus anama Galileo & Martins, 2007
- Neoclytus angelicus Van Dyke, 1927
- Neoclytus approximatus (LeConte, 1862)
- Neoclytus araneiformis (Olivier, 1795)
- Neoclytus augusti (Chevrolat, 1835)
- Neoclytus bahamicus Cazier & Lacey, 1952
- Neoclytus balteatus LeConte, 1873
- Neoclytus beltianus Bates, 1885
- Neoclytus cacicus (Chevrolat, 1860)
- Neoclytus caprea (Say, 1824)
- Neoclytus chevrolati (Castelnau & Gory, 1841)
- Neoclytus clavipes (Chevrolat, 1860)
- Neoclytus conjunctus (LeConte, 1857)
- Neoclytus curtulus (Chevrolat, 1860)
- Neoclytus englemani Giesbert, 1989
- Neoclytus fraterculus Martins & Galileo, 2008
- Neoclytus hoegei (Bates, 1880)
- Neoclytus horridus LeConte, 1862
- Neoclytus impar (Germar, 1824)
- Neoclytus interruptus LeConte, 1873
- Neoclytus irroratus (LeConte, 1858)
- Neoclytus jibacoense Zayas, 1975
- Neoclytus jouteli Davis, 1904
- Neoclytus longipes (Drury, 1773)
- Neoclytus magnus Schaeffer, 1904
- Neoclytus modestus Fall, 1907
- Neoclytus mucronatus (Fabricius, 1775)
- Neoclytus muricatulus (Kirby, 1837)
- Neoclytus nubilus Linsley, 1933
- Neoclytus pallidicornis Fisher, 1932
- Neoclytus peninsularis Schaeffer, 1905
- Neoclytus personatus Chemsak & Linsley, 1974
- Neoclytus podagricus (White, 1855)
- Neoclytus provoanus Casey, 1924
- Neoclytus pubicollis Fisher, 1932
- Neoclytus purus Bates, 1885
- Neoclytus pusillus (Castelnau & Gory, 1841)
- Neoclytus resplendens Linsley, 1935
- Neoclytus rufitarsis (Chevrolat, 1860)
- Neoclytus rufus (Olivier, 1795)
- Neoclytus scutellaris (Olivier, 1790)
- Neoclytus senilis (Fabricius, 1798)
- Neoclytus smithi Bates, 1892
- Neoclytus steelei Chemsak & Linsley, 1978
- Neoclytus tenuiscriptus Fall, 1907
- Neoclytus torquatus LeConte, 1873
- Neoclytus unicolor (Castelnau & Gory, 1841)
- Neoclytus vanduzeei Van Dyke, 1927
- Neoclytus vitellinus Martins & Galileo, 2008
- Neoclytus ypsilon Chevrolat, 1862
- Neoclytus zonatus Martins & Galileo, 2008